# Radim Řezník
Radim Řezník (ur. 20 stycznia 1989 w Czeskim Cieszynie) – czeski piłkarz. Obecnie reprezentuje barwy Viktorii Pilzno.
Řezník rozpoczął karierę w Baniku Ostrawa, gdzie grał do 2011 roku, zanim odszedł do Viktorii Pilzno.
Reprezentował Czechy na szczeblach młodzieżowych, począwszy od U-16. Wystąpił na Mistrzostwach Europy U-21 w 2011 roku.